# Форет Овре
Форет Овре (фр. Forêt-Auvray) насеље је и општина у северној Француској у региону Доња Нормандија, у департману Орн која припада префектури Аржантан.
По подацима из 2011. године у општини је живело 190 становника, а густина насељености је износила 17,34 становника/km². Општина се простире на површини од 10,96 km². Налази се на средњој надморској висини од 235 метара (максималној 251 m, а минималној 65 m).

## Демографија
| 1962. | 1968. | 1975. | 1982. | 1990. | 1999. | 2011. |
| ----- | ----- | ----- | ----- | ----- | ----- | ----- |
| 218   | 269   | 235   | 200   | 195   | 182   | 190   |

График промене броја становника у току последњих година